# Obin (métro de Séoul)
Pour les articles homonymes, voir Obin.
Obin (hangeul : 오빈 ; hanja : 梧濱) est une station de passage de la ligne Gyeongui-Jungang du métro de Séoul. Elle est située au 58 Deokbawi-gil, Yangpyeong-eup, dans le district de Yangpyeong, sur le territoire de la province Gyeonggi, à l'est de Séoul en Corée du Sud.

## Situation sur le réseau

Plan du réseau du métro de Séoul (2023)